# دوغلاس توماس ماكفرلين
دوغلاس توماس ماكفرلين هو سياسي كندي، ولد في 4 يناير 1918، وتوفي في 6 مايو 1999. انتخب عضو المجلس التشريعي من ساسكاتشوان.